# 에디타 그루베로바
에디타 그루베로바(슬로바키아어: Edita Gruberová, 1946년 12월 23일 ~ 2021년 10월 18일)는 슬로바키아의 드라마틱 콜로라투라 소프라노 가수이다. 아버지는 독일계, 어머니는 헝가리계이다. 빼어난 콜로라투라 기교와 힘차게 뻗어나가는 고음, 탄탄한 중저음으로 이탈리아 초기 벨칸토 오페라의 거의 모든 콜로라투라 소프라노 배역을 완벽하게 소화했으며, 슈트라우스와 모차르트,프랑스 오페라들의 콜로라투라 배역에도 뛰어난 재능을 보여주었다. 2021년 10월 18일 스위스 취리히에서 사망했다. 향년 71세.